# Gerhard Voss (Mönch)
Gerhard M. Voss OSB (* 25. Juli 1935 in Recklinghausen; † 3. November 2013 in Deggendorf) war ein deutscher Benediktinermönch, katholischer Theologe und Astrologe.

## Leben und Wirken
1935 in Recklinghausen geboren, legte Voss am 13. Oktober 1959 seine monastische Profess in Niederaltaich ab und empfing dort am 18. März 1961 die Priesterweihe. Der bei Rudolf Schnackenburg promovierte Neutestamentler war einer der wenigen katholischen Theologen Deutschlands, der sich intensiv mit Astrologie und Horoskopen beschäftigte. In seinem Buch Astrologie christlich deutete Voss die Sterne zum Zeitpunkt der Geburt und des Todes Jesu.
Als Grundhaltung für eine wahrhaft ökumenische christliche Spiritualität sah der Benediktiner es an, dass Christen die Einheit der Kirchen nicht nur fordern, sondern durch die eigene religiöse Existenz in Gebet, Gottesdienst und Sakrament nachhaltig bezeugen sollten.
Von 1968 bis 2002 war er Schriftleiter der theologischen Vierteljahrsschrift Una Sancta.
Von 1987 bis 2009 war er Rektor des Ökumenischen Instituts der Benediktinerabtei Niederaltaich.
Er starb am Morgen des 3. November 2013 im Alter von 78 Jahren im Klinikum Deggendorf.

## Veröffentlichungen
- Die Christologie der lukanischen Schriften in Grundzügen, Würzburg 1966.[3]
- Bilder des Heils, Regensburg: Pustet 1974.
- Boten des Kommenden, Regensburg: Pustet 1979.
- Apostolischer Glaube heute. Predigt in einer Eucharistiefeier beim 14. Kirchberger Gespräch, in: Quatember 1984, S. 66–71 (Onlinefassung)
- Dich als Mutter zeige, Freiburg im Breisgau: Herder 1991.
- Musik des Weltalls wiederentdecken, Regensburg: Pustet 1996.
- Astrologie christlich, Kevelaer: Topos Plus 2010.